# Rafael Ariza Espejo
Rafael Ariza y Espejo (1826-1887) fue un médico español, especializado en otorrinolaringología.

## Biografía
Nació en la ciudad sevillana de Écija el 25 de febrero de 1826. Entre 1841 y 1845 cursó en la Universidad de Sevilla cuatro años de Instituciones médicas. Más tarde obtuvo los derechos del título de Bachiller en Medicina, y en 1848 realizó los ejercicios para la licenciatura. A los pocos días fue nombrado médico del Hospital Provincial de Sevilla, y ganó después, por oposición, el puesto de primer cirujano del mismo hospital. Se dedicó también a aprender idiomas y logró traducir libros franceses, italianos, ingleses y alemanes. Fue miembro de varias corporaciones científicas y literarias, y en 1868 creó la cátedra de Histología en la Facultad libre de Medicina que existía en Sevilla, así como la de la Historia de la Medicina, hasta que se trasladó a Madrid, donde, desconfiado de las drogas, ejerció la homeopatía.
Se dedicó más particularmente a las enfermedades de la laringe y de los oídos, en las que habría alcanzado una notable reputación. En sus primeros tiempos de publicista vieron la luz en el periódico La Época Médica, de Sevilla, varios artículos suyos. Los escritos de Ariza, según un biógrafo, corresponden a tres épocas; la primera, en que el autor se entrega a crítica sobre puntos generales de doctrina; otra segunda, en que se dedica preferentemente a la histología patológica, y una tercera, en que se consagra por entero a las especialidades laringológica y otológica. Falleció el 12 o 13 de octubre de 1887.